# Рудолф Шварцкоглер
Рудолф Шварцкоглер (Беч, 13. новембар 1940 — Беч, 20. јун 1969) је био аустријски уметник, један од чланова Бечких акциониста. Одлика његових перформанса као и осталих чланова групе је да су били изразито провокативни. Дезимформација да се самокастрирао је настала услед фотографија где је то била симулација, а не право самокастриранје. Спекулације о његовој смрти су довеле до великог броја дезинформација. Шварцкоглер је пао кроз прозор свог стана и усред повреда преминуо.